# Armando Pizzinato
Armando Pizzinato (Maniago, 7 ottobre 1910 – Venezia, 17 aprile 2004) è stato un pittore italiano.

## Biografia
A vent'anni Armando Pizzinato si iscrive all'Accademia di Belle Arti di Venezia e segue i corsi di Virgilio Guidi fino al 1934.
La Galleria del Milione (Milano), centro delle avanguardie internazionali e italiane, seleziona Pizzinato tra le nuove proposte. La galleria milanese promosse anche Cagli, Guttuso, Afro, Deluigi e altri ancora; Pizzinato vi esporrà nel 1933. Nel 1936, con una borsa di studio, si trasferisce a Roma dove viene ospitato per un periodo dallo scultore Aurelio De Felice prima e da Guttuso poi. In questi anni entra in contatto con molti esponenti della Scuola romana e inizia una ricerca stilistica e coloristica affine a tale scuola pur non aderendovi. Il Premio Bergamo del 1940 (con Giulio Carlo Argan alla presidenza della giuria) premiò Guttuso e Mafai e segnalò Pizzinato e Galvano.
Allo scoppio della seconda guerra mondiale, lascia Roma e torna a Venezia. Qui frequenta Arturo Martini, Carlo Scarpa, Alberto Viani, Giuseppe Cesetti, Giuseppe Santomaso, Afro Basaldella, Dino Basaldella, Giulio Turcato ed Emilio Vedova. Nell'ambiente culturale veneziano di opposizione alla guerra e al fascismo conoscerà Zaira, sua futura moglie. Sempre a Venezia, nel 1941 Pizzinato tiene la sua prima personale (cui partecipa anche Viani con la scultura L'acrobata); poco dopo inizierà un periodo di interruzione dell'attività artistica che durerà fino al 1945. Nel 1945 Venezia è di nuovo libera. In quello stesso anno nasce L'Arco, associazione culturale giovanile di sinistra che si occupava di teatro, poesia, musica e arti figurative fondata da Ferruccio Bortoluzzi, Gino Rizzardini, Mischa Scandella; vi si aggiungeranno successivamente Renzo Ferraguzzi, Gastone Geron, Luigi Ferrante, Giovanni Poli e Giorgio Zecchi. Pizzinato riprende a dipingere, con molta energia e alla ricerca di nuovi linguaggi.
Pizzinato e Vedova raccolgono grandi consensi da pubblico e critica con la mostra “Tempere partigiane” del 1946, presso la Galleria de L'Arco. Questa esposizione viene notata da Giuseppe Marchiori e Renato Birolli (uno degli esponenti di Corrente, giunto a Venezia nell'aprile di quell'anno). Il clima culturale veneziano era lo scenario in cui svilupparono, nell'agosto 1946, la prima formulazione della Nuova Secessione Artistica Italiana, in opposizione al Novecento. In autunno la Secessione era già diventata Fronte Nuovo delle Arti, esperienza che vide la partecipazione attiva di Pizzinato fino allo scioglimento del gruppo.
Nel febbraio del 1947 a Torino si tiene la mostra premio “Arte Italiana d'Oggi” e il primo posto per la pittura è assegnato a Pizzinato. Ancora nel 1947, partecipa alla prima mostra degli artisti veneziani del Fronte (Pizzinato, Santomaso, Vedova, Viani; alla Galleria de L'Arco) e alla prima mostra del Fronte, con tutti gli artisti appartenenti (Galleria della Spiga, Milano, giugno-luglio).
Il 1948 è l'anno della prima Biennale veneziana del dopoguerra: vi partecipa l'intero Fronte in due sale dedicate, riscuotendo un enorme successo. Un quadro di Pizzinato (“Primo maggio”) è acquistato da Peggy Guggenheim (attualmente è al MOMA di New York), l'altro (“I difensori delle fabbriche”) dal Museo Ca' Pesaro.
La “Rassegna di pittura italiana contemporanea” al Museo Correr (ottobre 1949) seleziona un'opera di Pizzinato per la partecipazione ad una mostra internazionale di arte contemporanea al Carnegie Museum of Art di Pittsburgh. Il Fronte Nuovo delle Arti si scioglie ufficialmente il 3 marzo 1950. Nel 1952 vince il premio della città di Sestri Levante con l'opera "Paesaggio di Sestri Levante", proprietà del Comune ora conservata al MuSel. Nel 1953 vince un premio acquisto alla prima edizione del Premio Spoleto. Pizzinato aderisce in maniera radicale al realismo sociale, e nei primi anni Sessanta realizza opere e pareti con maggiori richiami alla figurazione rispetto al suo precedente linguaggio dalle influenze costruttiviste. Dalla metà degli anni Sessanta in poi, in seguito a vicende personali (come la morte della moglie Zaira), la sua tecnica pittorica e la sua tavolozza si evolvono ulteriormente. Il richiamo all'astrazione è maggiore, e le nuove opere sono caratterizzate da una dimensione lirica, emozionale e non oggettiva.
Armando Pizzinato morirà a Venezia nel 2004, all'età di 93 anni. È sepolto al cimitero monumentale di San Michele (Recinto XVII, fronte entrata)

## Ricerca artistica
Pizzinato visse da vicino l'esperienza della seconda guerra mondiale. Egli (e come lui la generazione di artisti cui apparteneva) sentiva il bisogno di trovare un linguaggio nuovo, essenziale, comunicativo e distante dallo spontaneismo e dalla retorica, lasciando da parte “tutto quello che è compiacenza al gusto, quello che è decadente e raffinato”. Nel 1946 aderì al Fronte nuovo delle arti, e rimase legato al movimento dalla nascita alla fine (nel 1950).
I suoi quadri di quel periodo rielaboravano il postcubismo del dopo-Guernica e il futurismo russo (di Majakovskij, ad esempio), per approdare a strutture dinamiche ai confini dell'astrazione, in cui il colore timbrico assumeva dei significati espressionisti. Tra le opere più significative di questo periodo, si possono citare “Suonatori ambulanti”, “Canale della Giudecca”, “Dragamine e faro” e “Primo maggio”.
“Primo maggio” fu l'unico quadro dei frontisti acquistato da Peggy Guggenheim alla Biennale veneziana del 1948. Tuttavia Pizzinato non era interessato al riconoscimento borghese e, anzi, desiderava dipingere sulle pareti la vita della classe operaia. Questo attestato di stima e successo lo portò a riflettere sugli aspetti comunicativi della sua arte, che sentiva minacciata dall'inclusione nella maniera della non-figurazione, e confermò in maniera ancora più decisa la sua adesione al realismo sociale.
Negli anni Sessanta la sua pittura cambiò ancora. Nel 1963 muore la moglie Zaira; ne seguì un momento di stallo artistico ed espressivo dal quale uscì ulteriormente rinnovato, nel linguaggio e nell'energia. La rinascita si esprime nel cosiddetto periodo dei “Giardini di Zaira”, una serie di opere dal neonaturalismo sperimentale. Secondo un suo scritto: “Eravamo in giardino [lui e l'amico Mazzariol], la natura non sente tristezza, nulla incide sullo scorrere delle stagioni, e la primavera aveva dei colori meravigliosi. Tutto brillava della luce che invade le piante quando si liberano del torpore dell'inverno, mi accorsi improvvisamente che stavo assistendo a uno spettacolo meraviglioso.”
Pizzinato mette da parte il rosso, simbolo della vita e delle lotte passate, e utilizza principalmente gli azzurri, i verdi, i viola e qualche colore chiaro per la luce. Sperimenta un lirismo lontano dalla figurazione, un astrattismo che esprime esperienze come la solitudine e il desiderio di un legame interiore con la natura. Intorno ai primi anni Settanta realizza le serie dei gabbiani, delle betulle e degli scorci veneziani. Come sempre nella sua carriera, Pizzinato dipingeva rielaborando le scosse suscitate dal soggetto pittorico e la memoria di queste, senza mai realizzare delle riproduzioni oggettive della natura.

## Mostre postume
- 2009: Grafica a Nord Est. Incisori veneto friulani (Bruno Barborini, Vittorio Basaglia, Giulio Belluz, Mario Bertolo, Giorgio Bordini, Marcello De Vecchi, Franco Dugo, Lucio Fedrigo, Cesco Magnolato, Luigi Marcon, Giuseppe Onesti, Mario Pauletto, Armando Pizzinato, Gina Roma, Virgilio Tramontin), Pordenone, Associazione culturale La Roggia